# Regió eclesiàstica Abruços-Molise

Mapa de la regió dels Abruços

La regió eclesiàstica Abruços-Molise és una de les setze regions eclesiàstiques en les quals està dividit el territori de l'Església catòlica a Itàlia. El seu territori es correspon al de les regions administratives Abruços i Molise de la República Italiana. Hi ha alguns canvis menors en les zones frontereres, a causa de la configuració de cada diòcesi, que es remunta a temps antics.

## La regió eclesiàstica avui

### Estadístiques
Superfície en km²: 15.472

Habitants: 1.544.232

Parròquies: 1.074

Nombre de sacerdots seculars: 942

Nombre de sacerdots regulars: 418

Nombre de diaques permanents: 81

### Sotsdivisions
Aquesta regió eclesiastica està composta per onze diòcesis, així repartides:
- Arquebisbat de l'Aquila, metropolitana, que té com a sufragànies
  - Bisbat d'Avezzano
  - Bisbat de Sulmona-Valva
- Arquebisbat de Pescara-Penne, metropolitana, que té com a sufragània
  - Bisbat de Teramo-Atri
- Arquebisbat de Chieti-Vasto, metropolitana, que té com a sufragània
  - Arquebisbat de Lanciano-Ortona
- Arquebisbat de Campobasso-Boiano, metropolitana, que té com a sufragànies
  - Bisbat d'Isernia-Venafro
  - Bisbat de Termoli-Larino
  - Bisbat de Trivento

### Conferència episcopal dels Abruços-Molise
- President: Tommaso Valentinetti, arquebisbe metropolità de Pescara-Penne
- Vicepresident: vacant
- Secretari: Angelo Spina, bisbe de Sulmona-Valva

### Cronologia de presidents
- Carlo Ghidelli, arquebisbe de Lanciano-Ortona (2004 – 4 de gener de 2011)
- Tommaso Valentinetti, arquebisbe metropolità de Pescara-Penne, des del 4 4 de gener de 2011

## Història
El cristianisme va arribar aviat en aquesta terra, que en els temps de l'Imperi Romà era anomenada Regió Valeria de la IV Regió Itàlica; les poblacions dels Apenins van ser dels primers a ser evangelitzats. La fe cristiana va començar immediatament arrels molt profundes fins al punt de resistir fins i tot la posterior caiguda de l'Imperi i les invasions dels bàrbars; traça notable d'aquesta influència és visible en les nombroses esglésies monàstiques, abadies i ermitans, d'arquitectura sòbria i sòlida, en les manifestacions més cridaneres (festivals, processons, peregrinacions a santuaris).
La regió eclesiàstica Abruzzo-Molise (en llatí: Regio ecclesiastica Aprutina-Molisana) va ser constituïda pel decret Eo quod spirituales de la Congregació per als Bisbes del 12 de setembre de 1976, pel qual l'anterior regió eclesiàstica d'Abruços va ser annexada la província eclesiàstica de l'arxidiòcesi Boiano-Campobasso erigida el 21 d'agost de 1975.

## Diocesis abruceses i molisanes suprimides
- Bisbat d'Amiterno
- Bisbat d'Aveia
- Bisbat de Campli
- Bisbat de Cittaducale
- Bisbat de Guardialfiera
- Bisbat de Ofena
- Bisbat de Sepino